# Strelski napad na gimnaziji v Gradcu (2025)
10. junija 2025 je se zgodil strelski napad na graški gimnaziji Bundesoberstufenrealgymnasium (BORG) v ulici Dreierschützengasse. Napadalec je bil 21-letni avstrijski državljan Arthur Achleitner iz okolice Gradca, ki je bil v preteklosti dijak te gimnazije. Policija je potrdila 11 smrtnih žrtev (osem učencev in dva učitelja ter strelca, ki je storil samomor),  ter 11 ranjenih.

## Potek napada
Policijo so o strelskem napadu na gimnaziji BORG obvestili 10. junija 2025 okoli 10. ure zjutraj. Na kraj napada je bila nemudoma napotena elitna specialna enota avstrijske policije Cobra. Po informacijah medijev naj bi napadalec streljal v dveh učilnicah, se nato  zabarikadiral v stranišče in tam s strelom naredil samomor. Napadalec Arthur Achleitner naj bi strelski pohod izvedel s pištolo in puško. Avstrijski notranji minister Gerhard Karner je za medije potrdil, da je bilo šest žrtev ženskega spola, tri pa moškega. Zvečer so sporočili, da je v bolnišnici umrla še deseta žrtev. Skupno z napadalcem je tako napad terjal 11 smrtnih žrtev. Poročali so še o enajstih ranjenih.  Evakuirane učence so pristojni odpeljali v bližnjo dvorano, kjer so jih oskrbeli s psihološko pomočjo, zanje pa so poskrbeli tudi uslužbenci Rdečega križa, ki so na mesto dogodka napotili 220 svojih sodelavcev. Na bližnjem stadionu so vzpostavili zbirno mesto za starše. V policijski akciji je sodelovalo okoli 300 policistov.

## Napadalec
Kot napadalca so identificirali 21-letnega avstrijskega državljana Arthurja Achleitnerja iz Karlsdorfa, iz okolice Gradca. Po neuradnih podatkih naj bi šolo zapustil brez zaključnega izpita dve leti pred strelskim pohodom. Uporabljeno orožje naj bi imel v zakoniti lasti.  Policija je potrdila, da je Achleitner doma pustil poslovilno pismo, v katerem naj bi zapisal, da je bil žrtev ustrahovanja. Najprej so ugibali o morebitnih sostorilcih, a so kasneje potrdili, da je Achleitner deloval sam.